# 槍套
槍套（英語：holster）是一種用於固定手槍的裝置，以免攜帶的手槍晃動、掉落、遺失甚至走火。最常見的槍套使用方式為腰帶內（英語：Inside the Waistband，簡稱IWB）及腰帶外（英語：Outside the Waistband，簡稱OWB），方便有需要時可在短時間內拔槍。

## 功能

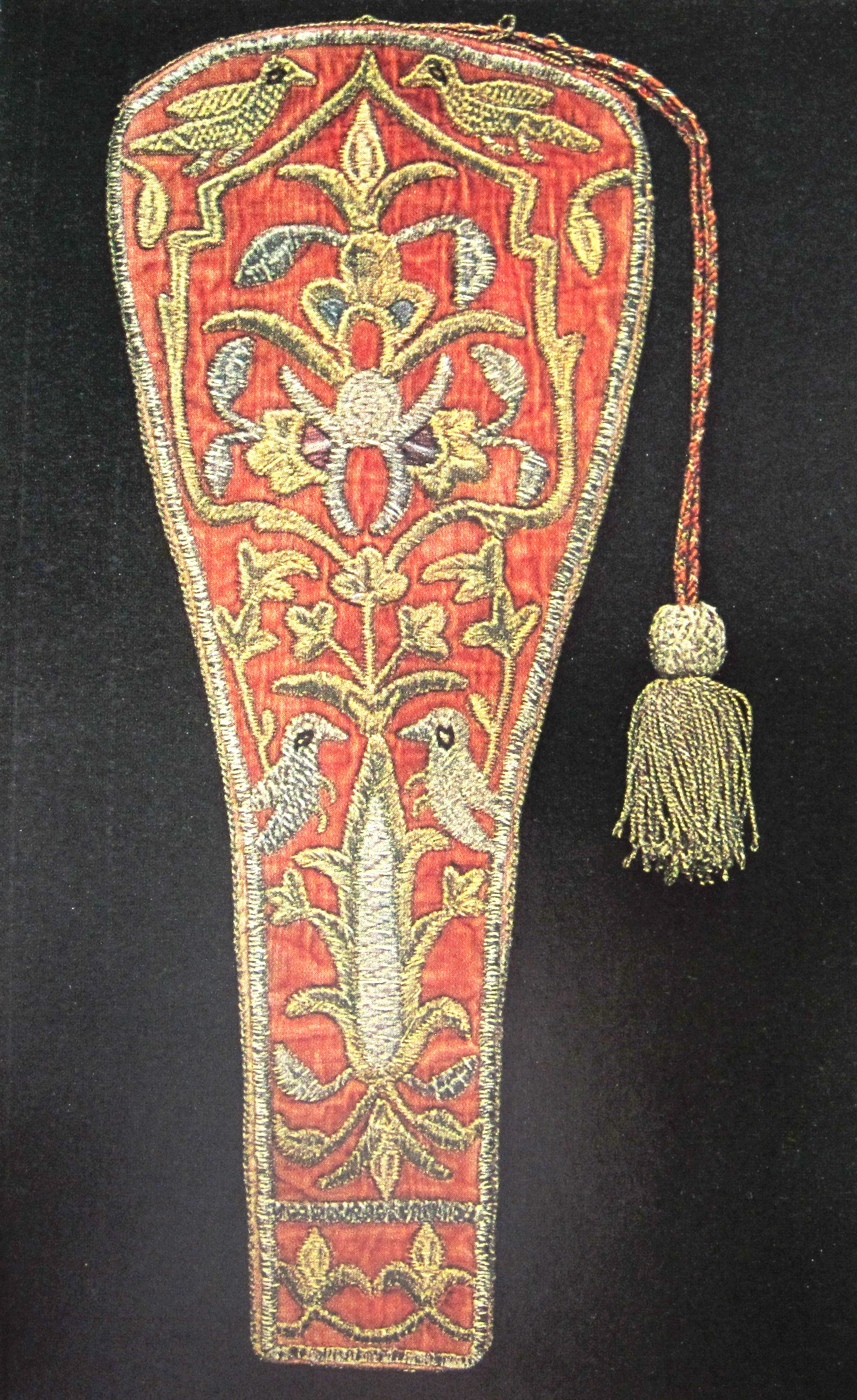
一個16世紀的手槍槍套，現存於第比利斯的喬治亞美術館

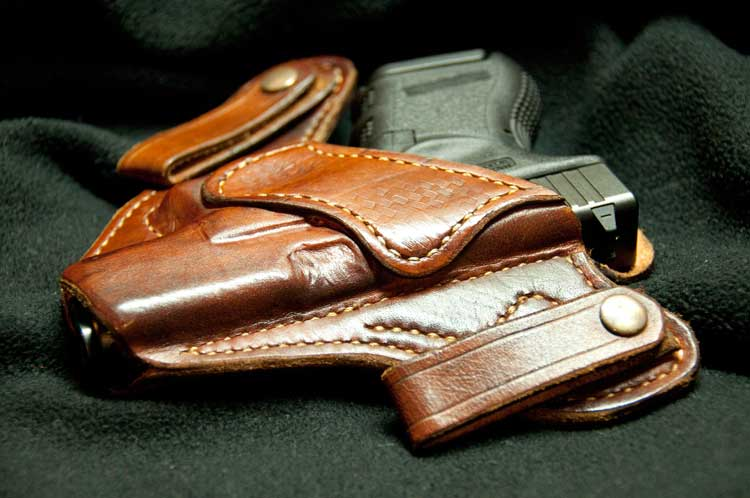
皮革製腰帶內槍套

槍套的主要功能為保護手槍、防止走火、協助隱蔽攜槍等，並在有需要時提供可即時取得的槍械。
槍套可以包覆手槍，防止其受外界沙塵等進入，導致手槍故障，以及將手槍鎖定在槍套內，防止掉落遺失及被任何人搶去手槍；槍套亦會包覆扳機護弓，令手槍在槍套內時不可能被有意或無意擊發；而在隱蔽攜槍時槍套亦可打散手槍的外形，防止手槍外露引起不必要的恐慌。
另外在隱蔽攜槍時，由於槍套包覆了扳機護弓及固定了手槍，同時提供了保護攜槍者安全的功能。在美國已發生了多起僅以腰帶夾住手槍或把手槍放在口袋中隱蔽攜槍，最終手槍走火擊中腹部、腿部或生殖器的意外。
雖然使用隱蔽攜槍槍套可以一定程度地固定手槍，但由於多數腰帶內槍套都不設有鎖定功能，在劇烈動作下手槍仍可能脫離槍套。在2018年6月3日，美國有一名休班聯邦調查局探員在舞池跳舞並作出後空翻時手槍滑出掉落地面，在拾回手槍時發生意外走火，令舞池內數名觀眾受到輕度傷害，當中一名男人被擊中腿部動脈，幸得旁人以止血帶救助而拾回一命，但該受傷的男人亦因此被解僱。該探員最終被控三級攻擊罪並被判24個月緩刑。

## 材料
由於槍套需由堅硬且堅韌的物料製成，因此可用作槍套的材料十分有限。
- 皮革：皮革為最傳統的物料。皮革可以製成各種形狀，長期使用下亦會漸漸貼合身體的外形；但皮革槍套在長期使用下會因高溫及陽光照射而劣化，亦較其他材料更易耗損[7][8]。另外在長期使用下，扳機位置的皮革會漸漸彎曲，進入扳機護弓內，使用時有機會令不設手動保險的現代手槍（如格洛克）扳機被彎曲皮革拉動，發生意外[9]。
- 尼龍布：尼龍布是另一種常見的物料，因其可輕易製成不同形狀，且可同時用在不同槍械上；但因尼龍布的柔軟性，尼龍槍套相較其他材料提供較少的鎖定功能[7]。
- KYDEX（英语：Kydex）：KYDEX是現代槍套最常用的物料。KYDEX是一種熱塑性丙烯酸-聚氯乙烯板料。以KYDEX製作的槍套基本上是為某特定手槍的形狀，因此擁有不同槍械時亦需不同的槍套，但亦因此KYDEX槍套可對該手槍提供極佳的鎖定功能，也不會在長期使用下變形。KYDEX槍套亦不需要特別保養，但操作時聲響較大[7]。據美國裝備生產商T.REX Arms創辦人Lucas Botkin所指，投入槍套生產市場最簡單的方式便是以KYDEX為材料，因為只需數把Bluegun訓練槍、烤箱和真空成形機便可創業。
- 射出成型塑膠：射出成型塑膠是另一種現今逐漸變得常見的物料。射出成型可讓生產商為不同部分設計不同厚度，讓槍套設計在攜帶上更方便舒適，同時推出更精密的設計。但射出成型需要更多的工序：3D掃描、CAD設計、模具製作、操作射出成型機等，每步皆需要專業的技工操作，並需設置昂貴的機具[10]。

## 類型

### 佩帶方式
槍套可以多種方式攜帶，不同方式各有優缺點：

#### 公開攜槍
- 腰帶攜帶：將槍套直接安裝在腰帶上。最貼身攜帶、不易阻礙活動且不易受姿勢影響拔槍，但上身穿著較多裝備時會阻礙拔槍[11][12][13]。
- 下肢攜帶：將槍套安裝在腿掛板上，以將槍套固定在大腿側。不受裝備阻礙拔槍，但拔槍時需額外側身且槍套易搖晃，坐姿時亦可能不易拔槍且較不舒適[11][12][13]。
- 中高攜帶：將槍套安裝在腰掛板，使槍套介於腰帶攜帶及下肢攜帶間的高度。較不受裝備阻礙，亦較貼身，但坐姿時可能不易拔槍[12]。Safariland稱此高度可滿足廣泛用途，亦是其產品中最受歡迎的高度[13]。
- 側面攜帶：將槍套安裝在戰術背心側面或透過背帶掛在腰間。在車輛上時較易拔槍，但易受背心上其他裝備阻礙[14][15]。
- 胸前攜帶：將槍套安裝在戰術背心的胸前或透過背帶掛在胸前。在戶外活動時若攜帶大型背包時可方便拔槍，但會對肩膀造成額外負擔[16][17]。

#### 隱蔽攜槍
- 前方攜帶（英語：Appendix Carry）：將槍套置於腰帶內十點鐘到兩點鐘方向間。拔槍動作最直接快速，但較不舒適，錯誤操作下可能走火擊中股動脈或生殖器[18][19]。
- 側面攜帶（英語：Hip/Strong Side Carry）：將槍套置於腰帶內三或九點鐘方向。拔槍動作最直覺，亦最舒適；手槍握把容易頂著衣物顯露外形，但依聯邦調查局的前傾15至20度佩帶方式可減輕此缺點；坐姿時不易拔槍[18][19]。
- 側後攜帶（英語：Kidney Carry）：將槍套置於腰帶內四或八點鐘方向。拔槍動作較側面攜帶多，有部分人認為此方式比側面攜帶更舒適；同樣地手槍握把容易顯露外形，亦可透過前傾佩帶減輕；坐姿時不易拔槍[18][19]。
- 背面攜帶（英語：Small of Back Carry）：將槍套置於腰帶內六點鐘方向。容易隱藏槍械且舒適，但衣物翻起露出手槍時用家多無自覺，且拔槍時會讓槍口掃過足足180度的範圍，萬一意外走火容易誤傷旁人[18][19]。

### 鎖定級別
視需求而言，用家可能需要不同的鎖定水平以確保其手槍的安全。比如競賽時因需快速拔槍，因此不需要太多鎖定能力；而一名需攜槍巡邏的警察則需要較強的鎖定能力。現時較常用的鎖定級別由Rogers Holster在80年代發展，而Rogers Holster在1985年被Safariland收購後成為Safariland的標準，現因Safariland為槍套業界的龍頭企業，該分級標準被廣泛採用。另外，Blackhawk的SERPA系列亦有自己的一套分級標準。
| 鎖定級別   | Safariland                                          | Safariland       | Blackhawk SERPA          | Blackhawk SERPA |
| 鎖定級別   | 描述                                                | 對應配置         | 描述                     | 對應配置        |
| ---------- | --------------------------------------------------- | ---------------- | ------------------------ | --------------- |
| 〇級／被動 | 僅有放置手槍的功能，無任何防止手槍掉落及防搶功能    | 無               | 不適用                   | 不適用          |
| I級        | 設有一道鎖定，可為以KYDEX板夾緊或帶一道手動鎖定設計 | ALS              | 調節槍套鬆緊被動夾緊手槍 | 無              |
| II級       | 設有兩道鎖定，KYDEX板夾緊及帶一道手動鎖定設計       | SLS或ALS配防搶鎖 | 加上SERPA Auto-Lock鎖定  | Auto-Lock       |
| III級      | 設有三道鎖定，KYDEX板夾緊及帶兩道手動鎖定設計       | SLS／ALS         | 加上姆指防搶護蓋         | 防搶護蓋        |
| IV級       | 設有四道鎖定，KYDEX板夾緊及帶三道手動鎖定設計       | SLS／ALS／Sentry | 不適用                   | 不適用          |

上述分級的測試標準為槍套安裝在腰帶上，當手槍在槍套內時對握把向各方向施力5秒，5秒後手槍仍在槍套內且用家仍能在限定時間內拔槍反擊方為通過一級測試。而更高級別則需對每個手動鎖定設計作一次測試。舉例來說一個Safariland IV級槍套的測試過程為：
1. ALS、SLS、Sentry全部鎖定下測試，通過則符合I級
2. 解開Sentry測試，通過則符合II級
3. 再解開SLS測試，通過則符合III級
4. 再解開ALS測試，通過則符合IV級

### 鎖定方式
不同生產商採用了不同的鎖定方式，常見的分別為：
- 鎖定退彈口：在將手槍插入槍套時以機械方式鎖定在退彈口，拔槍時需按下對應釋放鈕。採用此方式的包括且不限於：
  - Safariland ALS：被採用為美軍MHS的槍套[26][27][28]
  - Radar L.E.P：被採用為英軍L131A1的槍套[29]
- 鎖定扳機護弓：在將手槍插入槍套時以機械方式鎖定在扳機護弓，拔槍時需按下對應釋放鈕。採用此方式的包括且不限於：
  - Blackhawk SERPA：被採用為美軍M9的槍套[30]。由於SERPA槍套的操作危險性較大、物料較差令槍套可被破壞性拔離用家、碎屑進入後會把手槍卡死、部分手槍在坐姿會在用家不知情下被槍套壓下彈匣釋放鈕等[31]，因此SERPA槍套已被洛杉磯警察局[32]、所有聯邦執法訓練中心[33]及不同民營射擊訓練場[31]禁止使用，而美軍在更換新手槍後亦沒有繼續採用。
  - AFV Club 執法者II：被採用為中華民國警察的PPQ M2 NPA槍套[34]，及中華民國國軍的T75K3槍套[35][36]。槍套外殼使用尼龍射出成形，為首款使用護弓加強勒條設計的槍套外殼，其護弓保險卡榫材質為POM塑鋼材料，避免強烈拉扯變形、碎裂，其為首款通過中華民國警政署警用槍套防搶測試標準之槍套，少數單一套體可穩固置放多種槍枝，如S&W M&P9C、PPQ M2 NPA等多款手槍適用，因招標過程勝過國內其他業者及外形結構遭盜版進入國內單位使用、使用者訓練不足（需按壓之保險結構，使用者向外撬開造成斷裂），招來各種輿論，舉凡食指保險解鎖槍套直接與Blackhawk SERPA的結構問題相提並論、或是在社群媒體公開用影片的形式教導大眾如何從背後向警方進行奪槍（此方法熟知任何槍套結構者皆可奪取各種款式槍套）[37]，儘管業者以材質、槍套結構、保險結構多方解釋，仍有不少競爭對手給予不少輿論詆毀此款產品，亦有少數組裝瑕疵之產品問題可聯繫生產公司進行售後維修換新。
  - Safariland GLS
- 鎖定武器燈：在將手槍插入槍套時以機械方式鎖定在武器燈，拔槍時需按下對應釋放鈕。此類槍套由於以武器燈為鎖定方式，因此同一槍套可用於多種手槍，且不受瞄具、抑制器等影響。採用此方式的包括且不限於：
  - SureFire MasterFire快速部署槍套：鎖定武器燈燈頭，必須使用特別設計的XH系列武器燈[38][39][40]。
  - Blackhawk Omnivore：可鎖定SureFire X300或Streamlight TLR-1尺寸武器燈，亦可直接鎖定手槍的底部導軌[41]。
  - 被動鎖定：除上述兩款槍套，市場上亦有如T.REX Arms RagnarokSD、PHLster Floodlight等同樣鎖定武器燈、但無額外鎖定系統的KYDEX槍套[42]。
- 翻蓋式：在將手槍插入槍套後手動翻動上蓋，拔槍時需按下上蓋的按鈕並向前推開[43]。採用此方式的包括且不限於：
  - Safariland SLS：被陸上自衛隊[44]、美國海軍陸戰隊等軍警單位廣泛採用[45]，並被美軍採用為MHS槍套的第三級鎖定[27][28]
  - G-Code XST[46]
- 改變拔槍動作：拔槍時需以傾斜手槍等方式解鎖。採用此方式的包括中華民國警察的5904槍套，但在警察與犯人近距離接觸時有容易被奪槍的危險[34][47]。部份警員因對配發槍套無信心而自購槍套[48]。

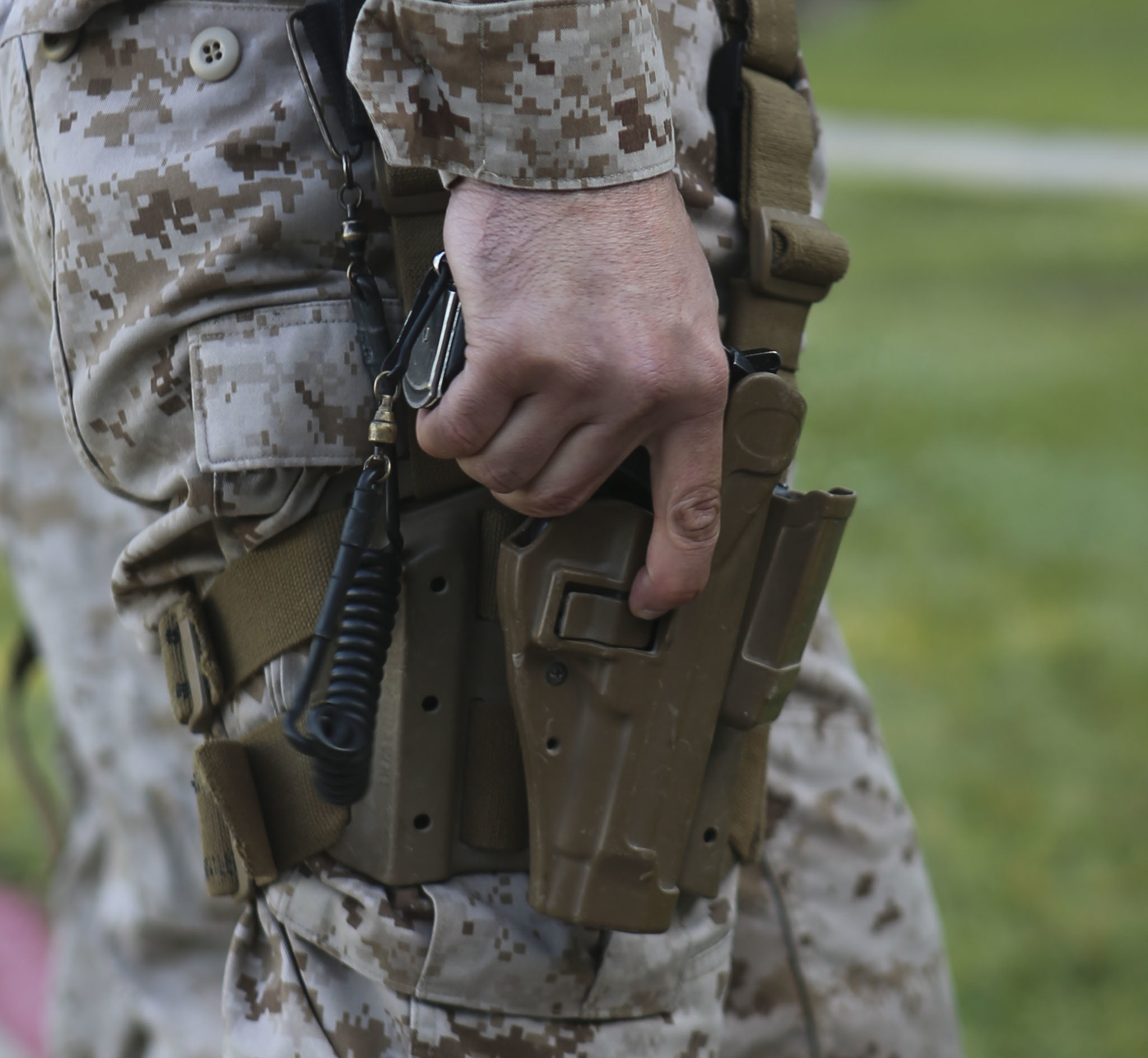
一名正從Blackhawk SERPA拔出M9的海軍陸戰隊271飛行支援中隊（MWSS 271）（英语：Marine Wing Support Squadron 271）隊員
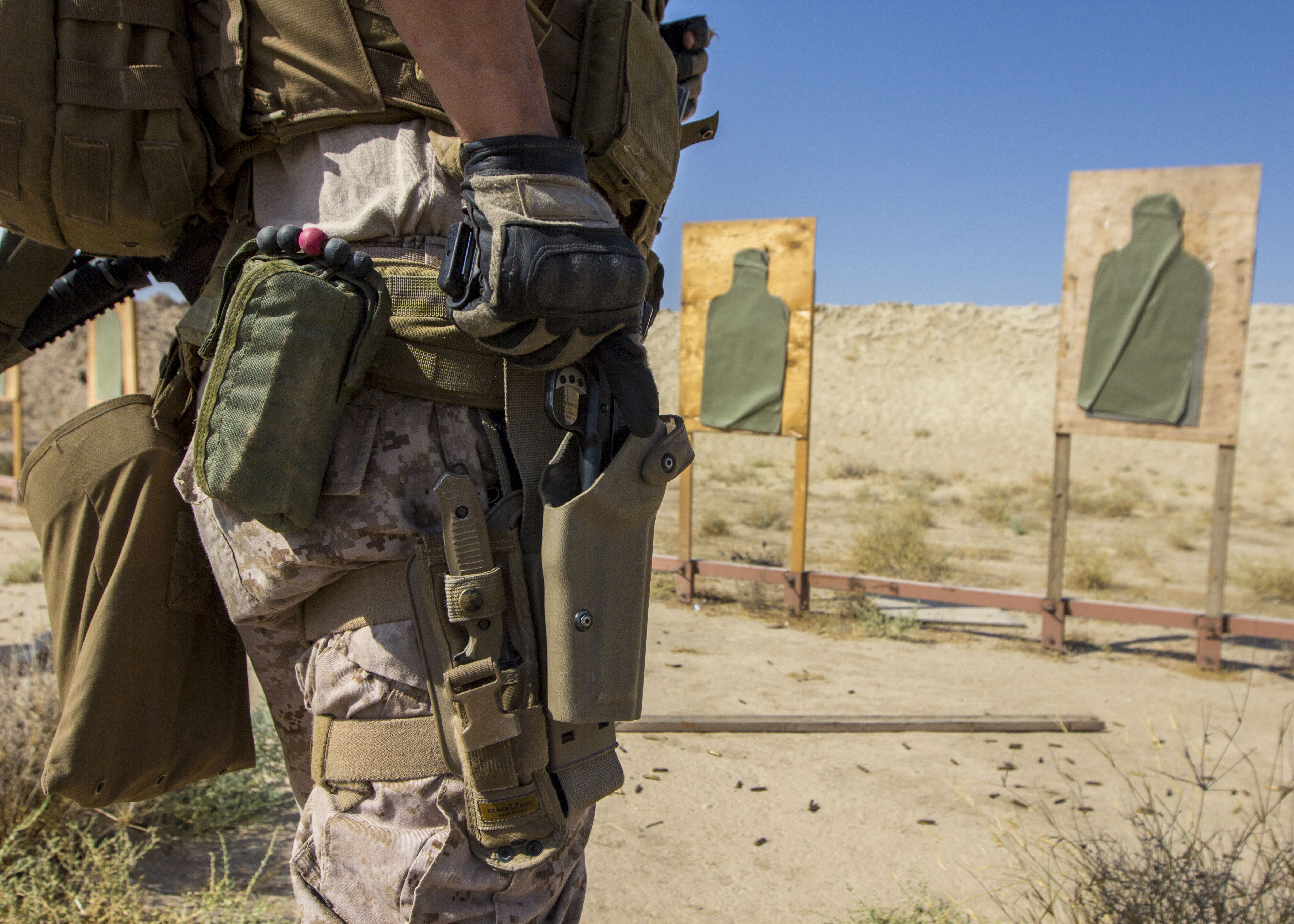
一名正從Safariland 6004拔出MEU(SOC)的第26海軍陸戰隊遠征部隊隊員
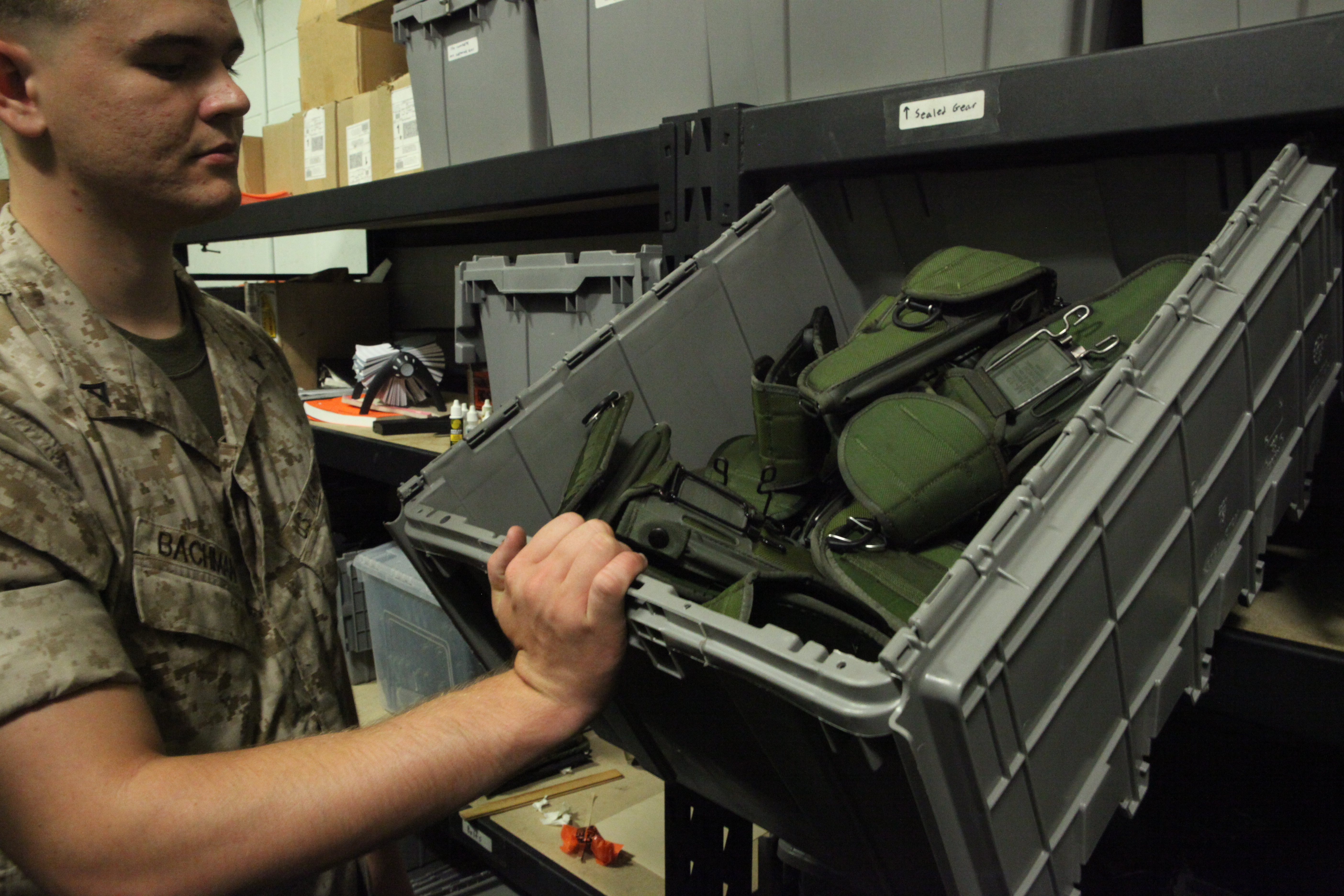
美國海軍陸戰隊勒瓊營總部和支援營軍械庫裡的一箱M12槍套
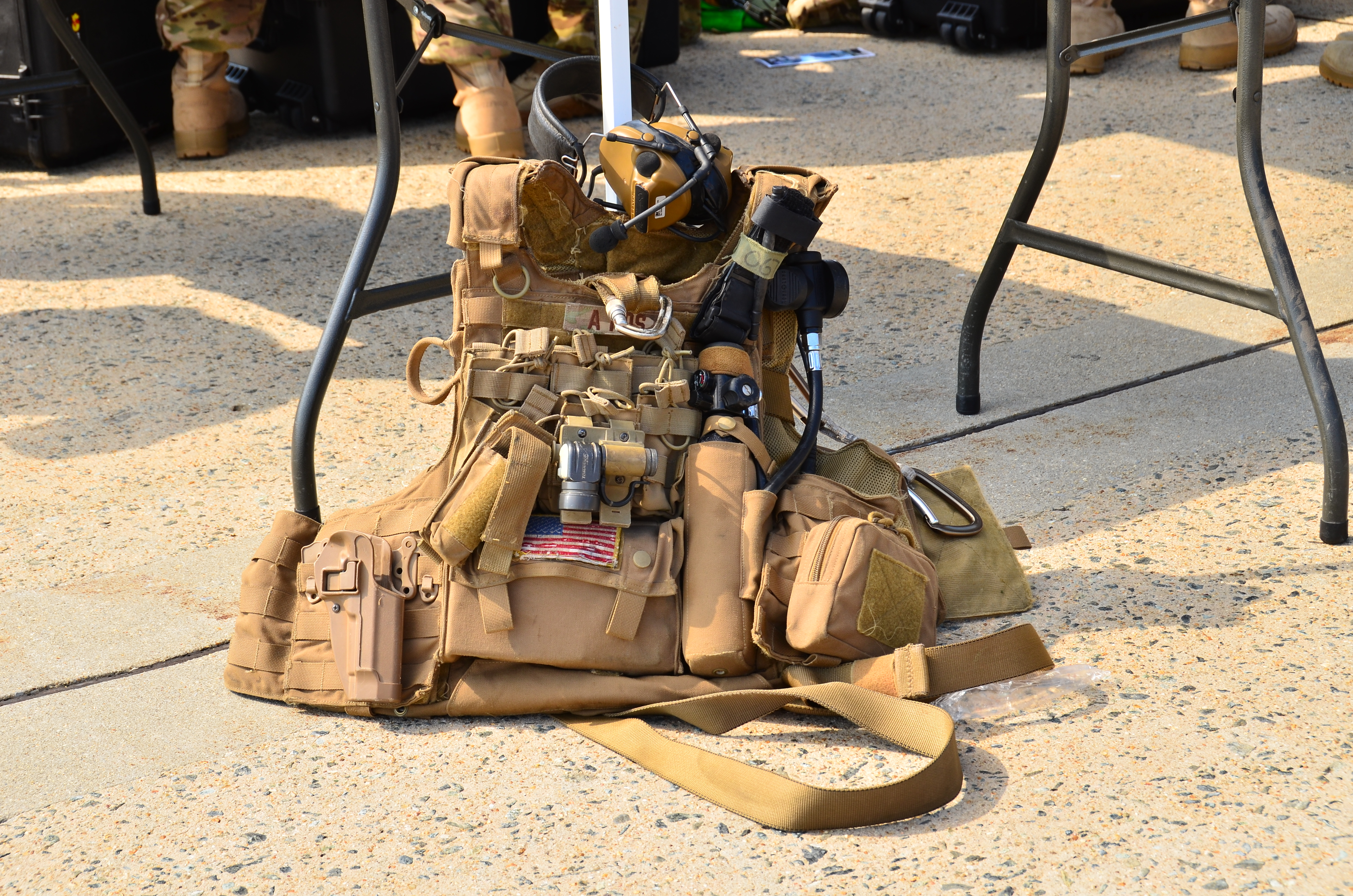
安裝在背心右側的SERPA槍套
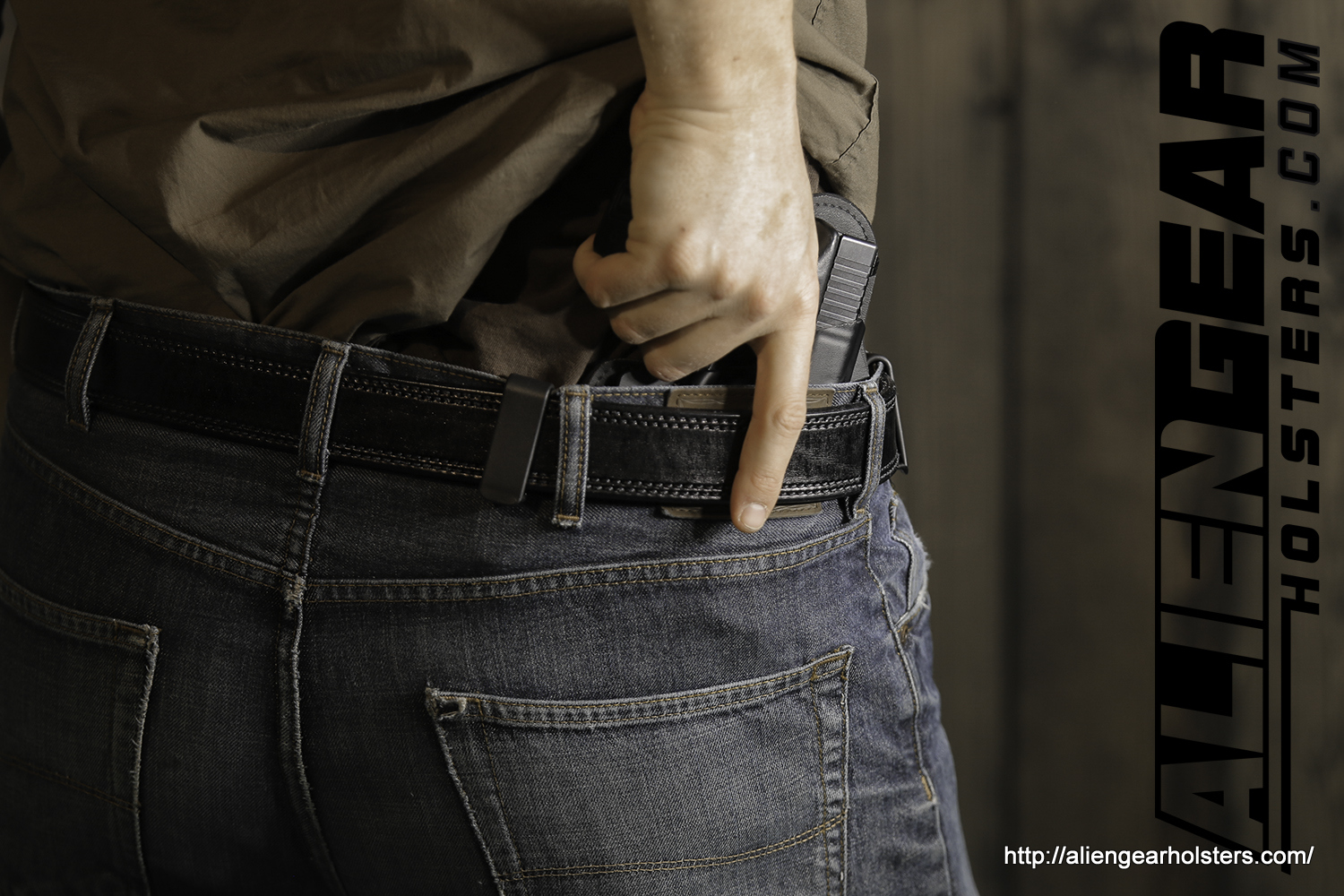
從四點鐘隱蔽攜槍槍套拔出手槍
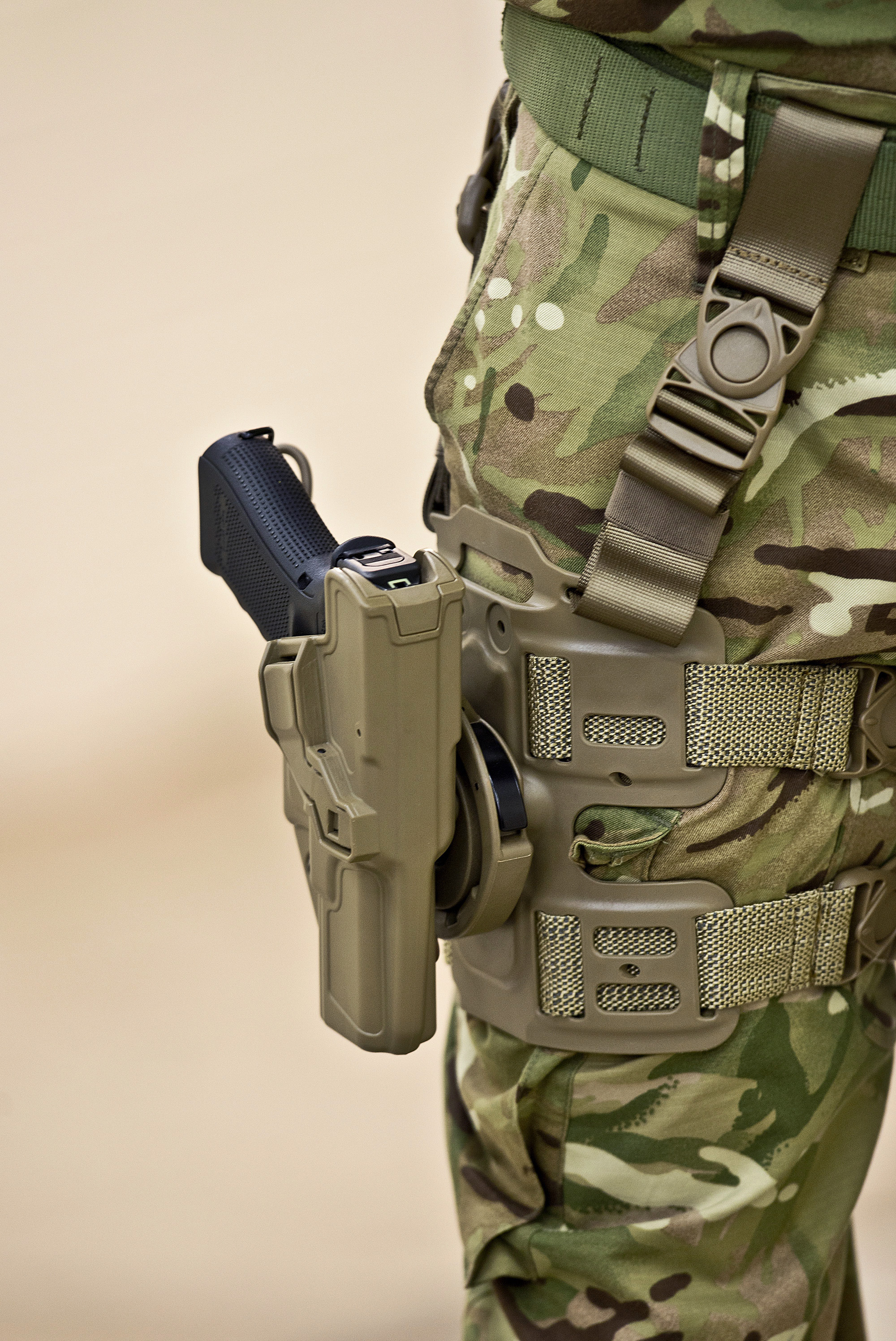
英國軍隊為L131A1而採用的Radar 1957 6661三級槍套
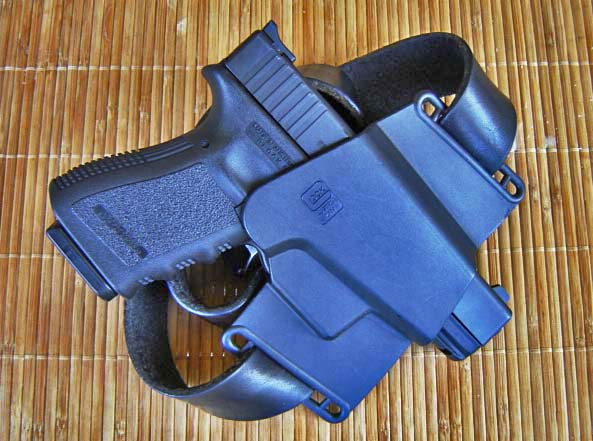
格洛克競賽槍套
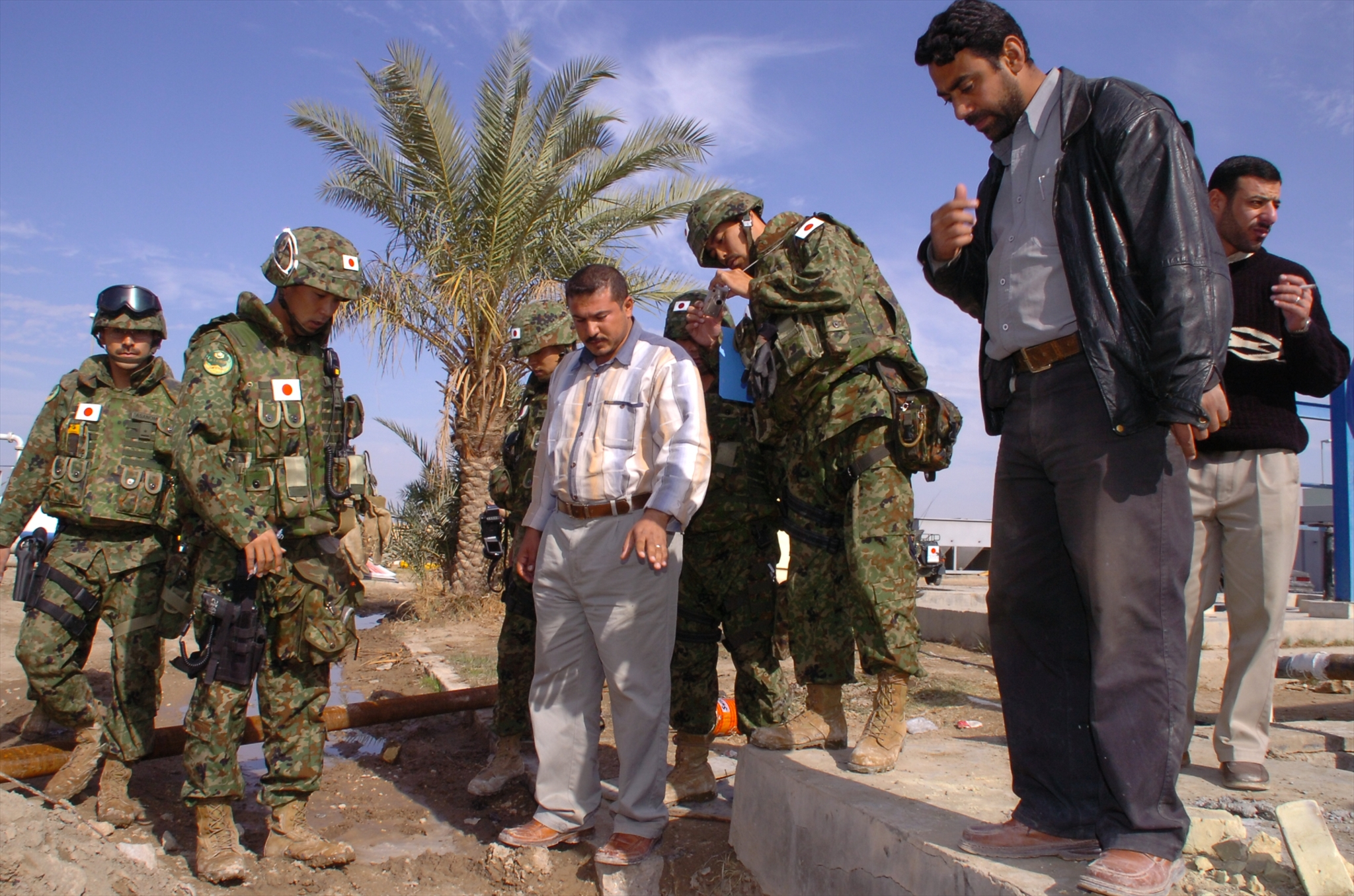
在伊拉克參與人道支援行動時使用Safariland 6004 KYDEX槍套（左一）及Blackhawk Omega尼龍槍套（左二）攜帶9mm手槍的陸上自衛隊隊員
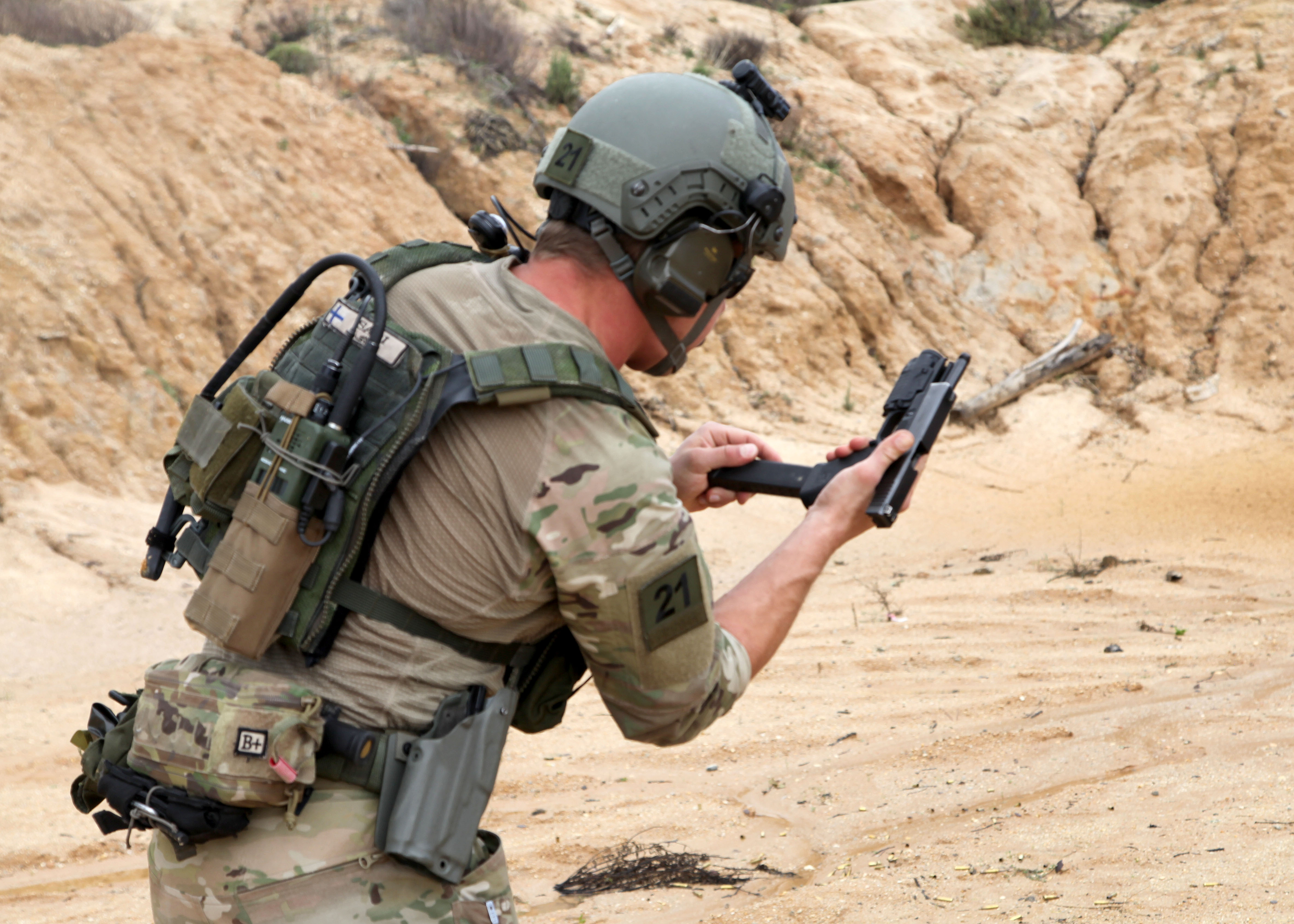
使用裝在MOLLE轉接板上的Safariland ALS/SLS槍套的芬蘭海軍特種部隊隊員，其槍套移除了SLS系統，僅作為ALS槍套使用
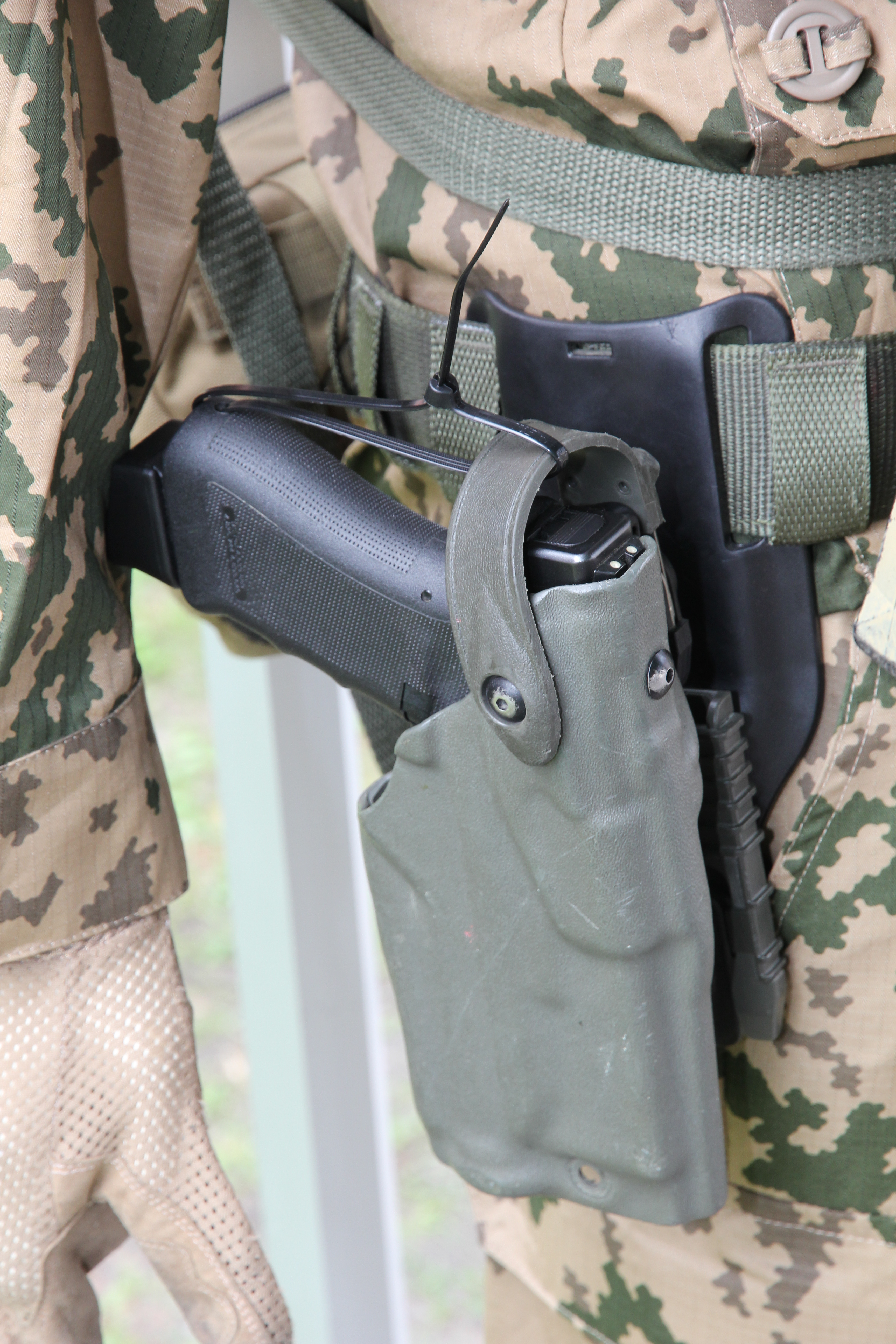
在展覽中使用裝在低腰轉接板上的完整Safariland ALS/SLS槍套攜帶9.00 PIST 2008的假人
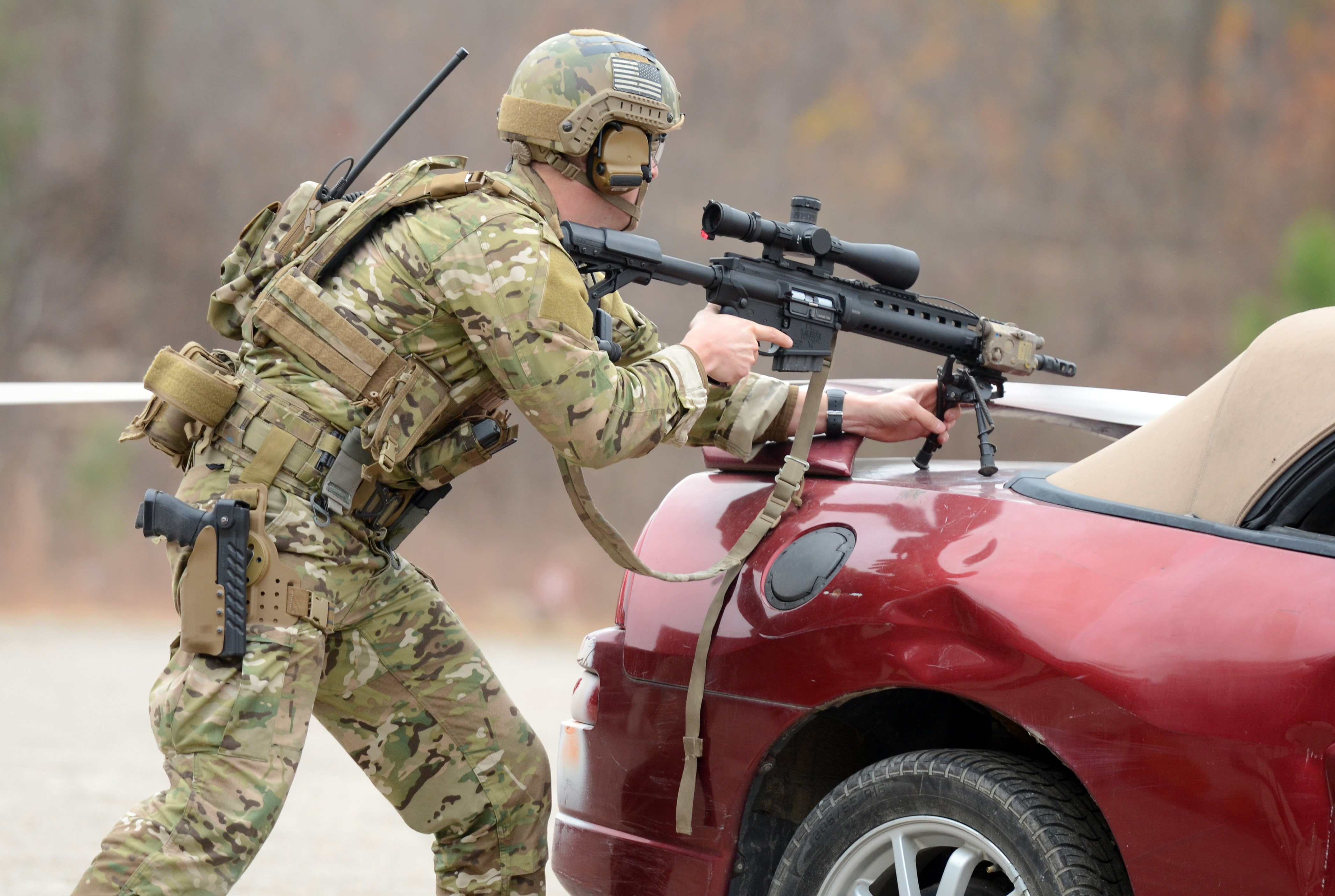
使用G-Code SOC RTI攜帶格洛克17的美軍狙擊手
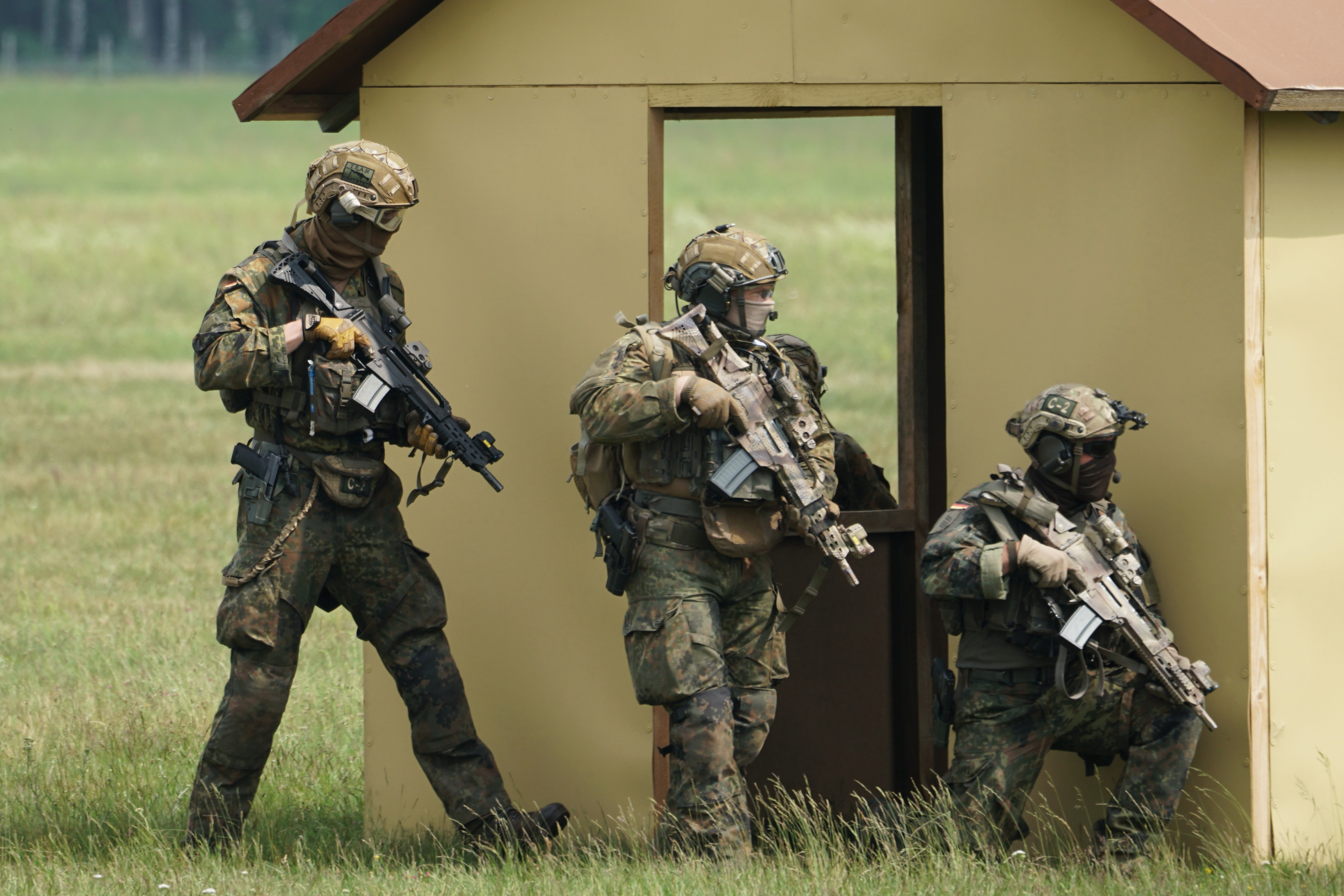
使用Blackhawk SERPA攜帶P8的聯邦國防軍士兵
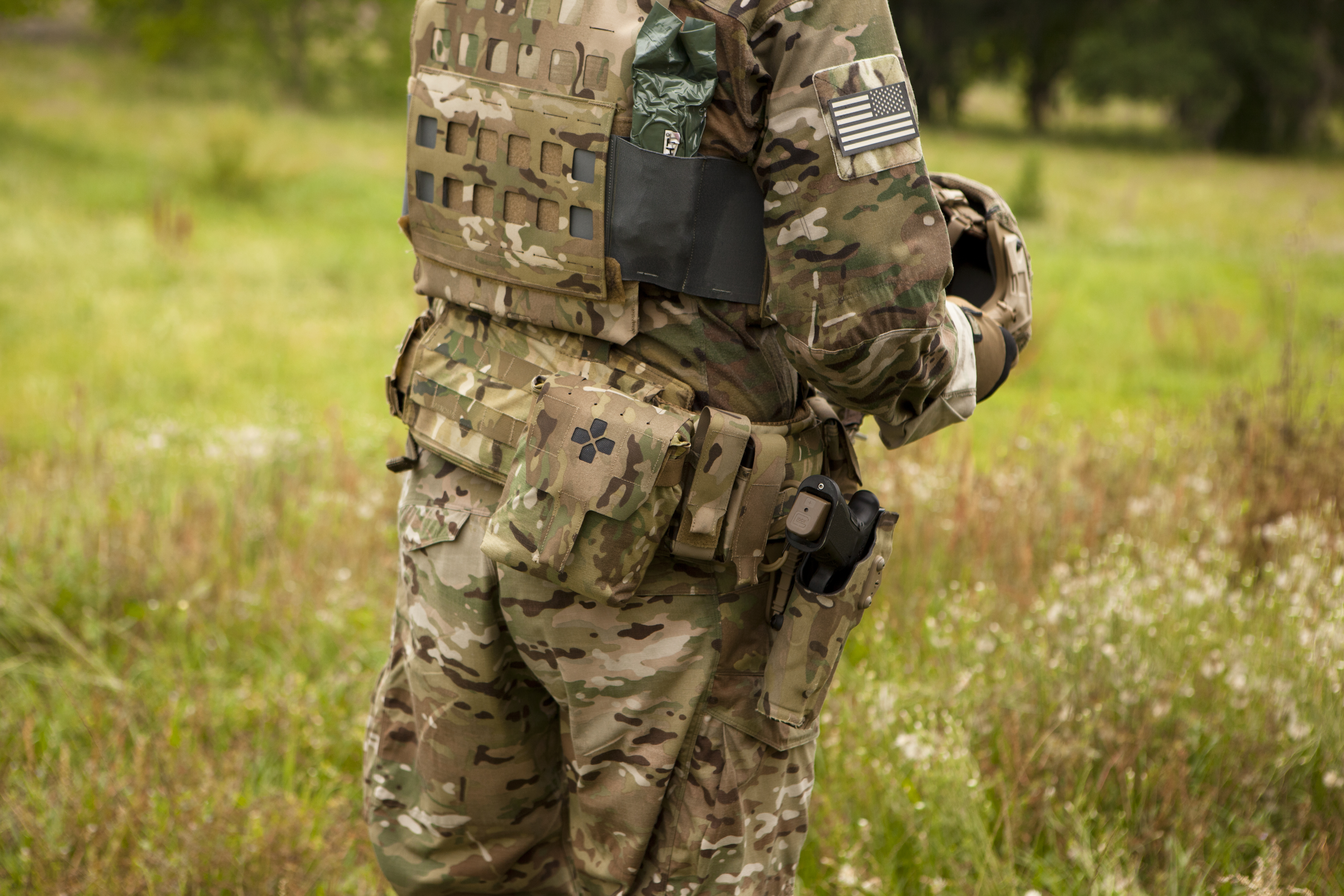
一名穿著Blue Force Gear（英语：Blue Force Gear）裝備的士兵使用Safariland 6354DO攜帶格洛克17
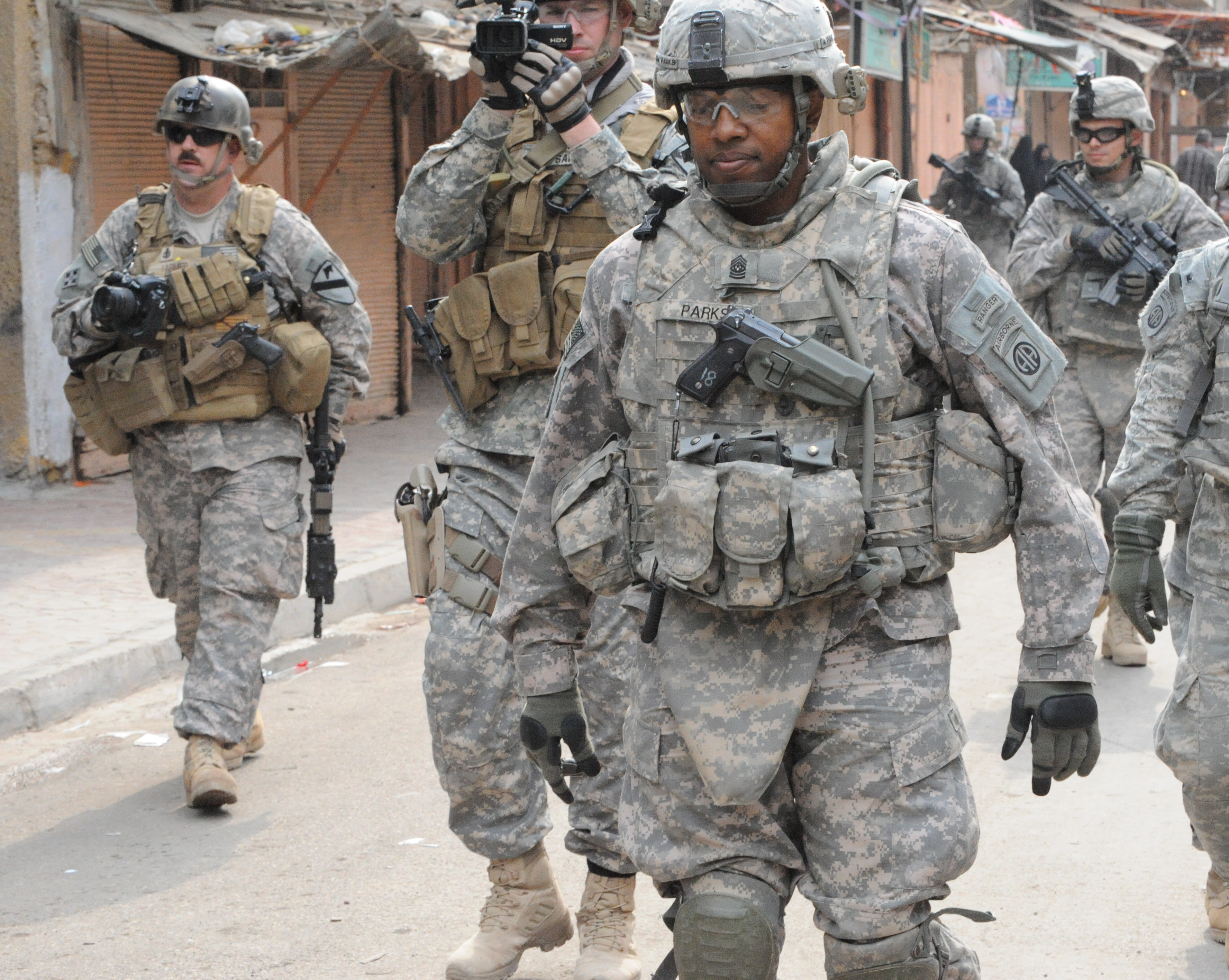
使用Blackhawk SERPA在IOTV（英语：Improved Outer Tactical Vest）胸前攜帶M9的美國陸軍士官長，其左方持攝影機的美國海軍軍士長則使用了Safariland SLS

## 資料來源
1. ↑  Colion Noir. . NRA America's 1st Freedom. 2015-02-24  [2020-11-21]. （原始内容存档于2021-01-23） （美国英语）.
2. ↑  Tom McHale. . OutdoorHub. 2015-07-27  [2020-11-21]. （原始内容存档于2020-12-18） （美国英语）.
3. ↑  . BBC News. 2018-06-04  [2020-11-25]. （原始内容存档于2021-01-16） （英国英语）.
4. ↑  Reuters. . The Guardian. 2018-12-22  [2020-11-25]. ISSN 0261-3077. （原始内容存档于2020-11-24） （英国英语）.
5. ↑  . www.cbsnews.com.   [2020-11-25]. （原始内容存档于2020-11-12） （美国英语）.
6. ↑  CNN, Amir Vera. . CNN.   [2020-11-25]. （原始内容存档于2020-11-08）.
7. 1 2 3  OUTBAGS USA. . OUTBAGS USA. 2019-10-01  [2020-11-21]. （原始内容存档于2020-09-30） （美国英语）.
8. ↑  Sgt Mark Conway. . The Police Policy Studies Council. 2004  [2020-11-21]. （原始内容存档于2019-12-30） （美国英语）.
9. ↑  The ITS Crew. . ITS Tactical. 2011-03-21  [2020-11-21]. （原始内容存档于2021-03-09） （美国英语）.
10. ↑  . Bravo Concealment.   [2020-11-21]. （原始内容存档于2021-01-20） （英语）.
11. 1 2  Laura Samples. . US Patriot Blog. 2019-09-12  [2020-11-21]. （原始内容存档于2020-10-31） （美国英语）.
12. 1 2 3  Douglas, Dave. . www.policemag.com.   [2020-11-21] （美国英语）.
13. 1 2 3  . Inside Safariland.   [2020-11-21]. （原始内容存档于2020-11-30） （美国英语）.
14. ↑  . www.511tactical.com.   [2020-11-21].
15. ↑  . Police1.   [2020-11-21]. （原始内容存档于2020-11-29） （英语）.
16. ↑  . Alien Gear Holsters.   [2020-11-21] （英语）.[]
17. ↑  Jorgustin, Ken. . Modern Survival Blog. 2017-05-31  [2020-11-21]. （原始内容存档于2020-11-25） （美国英语）.
18. 1 2 3 4  Sam Hoober. . Alien Gear Holsters. 2016-07-27  [2020-11-21] （美国英语）.[]
19. 1 2 3 4  . wethepeopleholsters.com.   [2020-11-21]. （原始内容存档于2021-01-22） （英语）.
20. ↑  Maruster, Matthew. . Concealed Carry Inc. 2018-08-16  [2020-11-21]. （原始内容存档于2020-11-28） （美国英语）.
21. ↑  . Inside Safariland.   [2020-11-21]. （原始内容存档于2021-01-18） （美国英语）.
22. ↑  . Alien Gear Holsters. 2017-03-15  [2020-11-21] （美国英语）.[]
23. ↑  McKenzie Hanson. . www.targetbarn.com. 2018-03-29  [2020-11-21]. （原始内容存档于2020-11-24） （美国英语）.
24. ↑  . www.targetbarn.com. 2018-03-29  [2021-04-16]. （原始内容存档于2020-11-24） （美国英语）.
25. ↑  . Inside Safariland.   [2020-11-21]. （原始内容存档于2020-11-30） （美国英语）.
26. ↑  . www.milspecmonkey.com. 2014-07-15  [2020-11-21]. （原始内容存档于2021-08-23）.
27. 1 2  TACTICAL-LIFE. . TACTICAL-LIFE. 2018-08-03  [2020-11-21]. （原始内容存档于2021-01-25） （美国英语）.
28. 1 2  Barrie, Allison. . Fox News. 2017-12-18  [2020-11-21]. （原始内容存档于2019-01-14） （美国英语）.
29. ↑  . GUNSweek.com. 2017-01-27  [2020-11-21]. （原始内容存档于2020-11-25） （美国英语）.
30. ↑  TACTICAL-LIFE. . 2014-01-13  [2020-11-21]. （原始内容存档于2020-11-29） （美国英语）.
31. 1 2  Tactical Analysis Group.  (pdf).   [2020-11-21]. （原始内容存档 (PDF)于2020-11-11） （美国英语）.
32. ↑  . Locked Back. 2017-06-24  [2020-11-21]. （原始内容存档于2021-01-10） （美国英语）.
33. ↑  Homeland Security.  (pdf).   [2020-11-23]. （原始内容存档 (PDF)于2021-01-18） （美国英语）.
34. 1 2  自由時報電子報. . 自由時報電子報. 2018-06-18  [2020-11-21]. （原始内容存档于2020-11-29） （中文（臺灣））.
35. ↑  聯合新聞網. . 聯合新聞網. 2020-08-10  [2021-02-18]. （原始内容存档于2020-10-13） （中文（臺灣））.
36. ↑  NOWnews今日新聞. . NOWnews今日新聞. 2020-09-01  [2021-02-18] （中文（臺灣））.
37. ↑  . www.shootingillustrated.com.   [2020-08-12]. （原始内容存档于2018-03-05） （英语）.
38. ↑  . The Firearm Blog. 2017-06-23  [2020-08-12]. （原始内容存档于2018-06-27） （美国英语）.
39. ↑  . Guns.com.   [2020-08-20]. （原始内容存档于2021-06-27） （英语）.
40. ↑  Travis Pike. . Task & Purpose. 2021-09-22  [2021-10-08]. （原始内容存档于2021-12-16） （美国英语）.
41. ↑  Keel, Tamara. . Recoil. 2021-06-11  [2021-10-08]. （原始内容存档于2021-10-09） （美国英语）.
42. ↑  Tim Lau. . Modern Service Weapons. 2015-04-09  [2020-11-21]. （原始内容存档于2020-11-29） （美国英语）.
43. ↑  . jp-swat.com. 2010-05-16  [2020-11-21]. （原始内容存档于2016-07-06） （日语）.
44. ↑  Tim Lau. . Modern Service Weapons. 2013-08-25  [2020-11-21]. （原始内容存档于2019-02-24） （美国英语）.
45. ↑  . CopperStar. 2014-05-20  [2020-11-23]. （原始内容存档于2021-01-18） （英语）.
46. ↑  . 蘋果新聞網. 2018-06-17  [2020-11-21]. （原始内容存档于2020-11-29） （中文（臺灣））.
47. ↑  三立新聞網. . www.setn.com. 2018-06-17  [2021-03-29] （中文（臺灣））.